# Lijst van beelden in Bussum
Dit is een (onvolledige) chronologische lijst van beelden in Bussum. Onder een beeld wordt hier verstaan elk driedimensionaal kunstwerk in de openbare ruimte van de plaats Bussum, waarbij beeld wordt gebruikt als verzamelbegrip voor sculpturen, standbeelden, installaties, gedenktekens en overige beeldhouwwerken.
Voor een volledig overzicht van de beschikbare afbeeldingen zie de categorie Beelden in Bussum op Wikimedia Commons.
| Geplaatst | Omschrijving | Kunstenaar              | Straat | Plaats | Materiaal | Afbeelding |
| --- | --- | ----------------------- | --- | ------ | --- | ---------- |
| 1898 | Wilhelminafontein |                         | Wilhelminaplantsoen (zuidzijde); De fontein stond eerst op de Brink. Is later verplaatst naar het Wilhelminaplantsoen aan de noordzijde. Is daar in 1988 verwijderd en is jaren opgeslagen geweest. Het huidige exemplaar is sterk gerestaureerd. | Bussum | Zandstenen jugendstil-fontein met sproeiers en schilden, in een brons uitgevoerd kruis op bol, alles op een betonnen sokkel inclusief betonnen bak, pomp, banken en 4 lantaarns. |            |
| ± 1902 | Vrouwenfiguur in lang gewaad met toorts in de opgeheven hand | J.J. Ducel & Fils       | villa Amalia | Bussum | gietijzer |            |
| 1909 | Bank en lantaarn |                         | P.J. Lomanplein, de bank staat op het oude deel van de Algemene en Nieuwe R.K. begraafplaats van Bussum bij het graf van de voormalig burgemeester, omdat deze steeds beklad werd met graffiti.                                                   | Bussum | |            |
| 1946 | Raam NS-station | Pieter A.H. Hofman      | Stationsweg 3 | Bussum | gebrandschilderd glas |            |
| 1949 | Monument voor de Gevallenen | Nicolaas van der Kreek  | Plantsoen Frederik van Eedenweg | Bussum | Kalkstenen beeld op een ingegraven voetstuk voorstellend een vrouwenfiguur met verzetskruis. |            |
| 1954 | Spelend kind, opgevoed met het oog voor de natuur | Frits Troelstra         | Ceintuurbaan/Schaepmanlaan, op 'de Uitwijk' (voormalige St Bernadetteschool) | Bussum | beton |            |
| 1969 | Paardenkracht, drie paarden door een ring | Eric Claus              | Rotonde Ceintuurbaan/Brinklaan | Bussum | brons |            |
| 1974 | Balkonhek | Henk Dannenburg         | Brinklaan 35, entree gemeentehuis | Bussum | brons |            |
| 1974 | Object | Herman van der Heide    | Brinklaan 35, gemeentehuis | Bussum | metaal |            |
| 1976 | Atlanta | Nic Jonk                | Kom van Biegel | Bussum | brons |            |
| 1981 | Drie muurplastieken | Heppe de Moor           | Zanderijweg 12-14, Sporthal De Zanderij | Bussum | beton |            |
| 1981 De oorspronkelijke zandstenen versie uit 1950 is enkele malen beschadigd/vernield, maar er is steeds een replica van gemaakt. | De Kleine Johannes | Margot Hudig            | Ontmoetingsruimte van het gemeentehuis. | Bussum | brons |            |
| 1981 | Cube Construction with Rounds IIIA | Frits Vanèn             | Brediusweg 12 | Bussum | roestvrijstaal |            |
| 1982 | De Flierefluiter, of: Jonge Man met Lange Jas en Hoge Hoed | Pieter d'Hont           | Vlietlaan | Bussum | brons |            |
| 1982 | Rakkertje | Frits Troelstra         | 't Mouwtje, Isaac da Costalaan. Het beeld kwam via de BKR bij de gemeente Bussum terecht. | Bussum | brons |            |
| 1986 | Dame met hoed | Ek van Zanten           | Brinklaan | Bussum | brons |            |
| 1988 | Nike II | Egidius Knops           | Spoorwegovergang Meerweg/Spiegelstraat, Bussum | Bussum | polychroom stalen beeld op betonnen voet |            |
| 1989 | De Fluitspeler, plaquette, achter de steigers tijdens de verbouwing in 2018 | Margot Hudig            | Graaf Florislaan 2, Stimulans, school voor Lwoo | Bussum | koper |            |
| 1990 | Kunstwerk met of zonder water | Gerard Höweler          | Brinklaan, plein gemeentehuis | Bussum | Waterkunstwerk bestaande uit twee elementen van natuursteen (graniet) waarvan het staand element twee meter hoog is en de liggende (kalkvorm) ca 1x1,50m breed is |            |
| 1990 | Zwerfhuis | Herman Makkink          | Franse Kampheide, stond oorspronkelijk in het Prinses Margrietplantsoen. Is na weerstand van bewoners op de heide geplaatst. | Bussum | gemetselde bol |            |
| 1990 | Zonder titel | Ger Zijlstra            | Koekoeklaan/Zwaluwlaan | Bussum | brons, cortenstaal en graniet. De boom, die er naast staat, maakt deel uit van het kunstwerk. |            |
| 1993 | Kompas | Hans Mantje             | Oosterpad | Bussum | granito/roestvrijstaal |            |
| 1996 | Twee jonge geliefden bij de waterput, geplaatst na de renovatie van het Julianaplein. Het verving het beeld Ruimtelijk Object (1987) van Coen Wilderom | Jits Bakker             | Julianaplein | Bussum | Waterpartij van ca. 2,5 m hoog, natuursteen met daarop twee in brons uitgevoerde figuren |            |
| 2000 | De Wachter van het Afval | Leo Bos                 | Hooftlaan | Bussum | metaal |            |
| 2000 | Rotondebeeld | Colin de Rover          | Ceintuurbaan/H.A. Lorentzweg | Bussum | Gegalvaniseerde ijzeren paal met een diameter van 40 cm. De ring bestaat uit cortenstaal en het beeld staat op een betonnen fundament. |            |
| 2001 | Wiegelied | Carla Rump              | Brediusweg/Busken Huetlaan | Bussum | Vrouwfiguur met kind in brons op een sokkel. Lengte 1,75 m, hoogte 80 cm. |            |
| 2003 | Empty Eyes | Jan Samsom              | Clinge | Bussum | Vijf zuilen van blauw graniet met "Empty Eyes" van RVS en met licht van granieten en metalen delen. Geplaatst ter herinnering aan de eerste televisiestudio Irene. |            |
| 2007 | Plaquette veteranenboom | Bauman's graveerbedrijf | Bilderdijkplantsoen bij Veteranenboom | Bussum | De veteranenboom is een zogenaamde "hartjesboom". Geplant op Veteranendag in 2007 en vormt sindsdien de plek waar veteranen tijdens Veteranendag bijeen komen. Op de plaquette staat: Veteranenboom. Levend symbool van waardering voor al onze oorlogs- en vredesveteranen. Wij sluiten hen in ons hart. |            |
| vóór 2007 | Omgevingskunstwerk, oorspronkelijk 13 tafels, nog slechts 1 resterend | Jan Flinterman          | Brinklaan 135, voor brandweerkazerne | Bussum | staal |            |
| 2008 | Aardse wandeling door de lucht. Vier kunsttoepassingen aan lantaarnpalen die d.m.v. een imaginaire wandeling de wijk met elkaar verbinden. Dus; twee hakken (kruising Kruislaan/Boerhaavelaan), een dienblad met kopje (Oosteinde), een mobiele telefoon (Verbindingslaan) en een regenjas (Driestweg). | Carla Rump              | Verbindingsbuurt (Boerhaavelaan, Kruislaan, Oosteinde, Driestweg, Verbindingslaan). | Bussum | |            |
| 2009 | Wisselsokkel (foto: 2018) |                         | Veerplein | Bussum | hardsteen |            |
| 2011 | Wisselsokkel. Wrong Place, Right Time | Herman Lamers           | Rotonde Brinklaan - Nieuwe Raadhuisstraat | Bussum | brons |            |
| 2013 | RABO-bankje |                         | Schuin voor de voormalige hoofdingang van het Gemeentehuis. Voor de vier koningslindes die geplant werden ter gelegenheid van de kroningen van Koningin Beatrix en Koning Willem-Alexander.                                                       | Bussum | natuursteen |            |
| 2013 | Paard | Theo Mackaay            | De Nieuwe Brink | Bussum | brons |            |
| | Leraar met leerlingen | Joop Hekman             | Nieuwe 's-Gravelandseweg 38, voor Willem de Zwijgercollege | Bussum | brons |            |
| 2015 (in 2009 gemaakt) | Elegance | Theo van Dam            | Nieuwe Brink | Bussum | brons, in kleur gepatineerd |            |
| 2015 | Amazone | Theo Mackaay            | Nieuwe Brink | Bussum | brons |            |
| 2015 | La Rencontre | Gerard Engels           | Nieuwe Brink | Bussum | metaal |            |
| 2023 | Bezinningsmonument | Ernst Schmidt           | Bezinningstuin van de Algemene begraafplaats van Bussum | Bussum | steen |            |